# Benny Rooney
Benny Rooney, all'anagrafe Bernard Rooney (Glasgow, 3 maggio 1943 – 30 luglio 2023) è stato un calciatore e allenatore di calcio scozzese, di ruolo difensore.

## Biografia
Suo pronipote Shaun Rooney è anch'egli un calciatore professionista, che ha giocato a sua volta nella prima divisione scozzese con il St. Johnstone.

## Carriera

### Giocatore
Dopo aver giocato nelle giovanili del Celtic trascorre un biennio in prestito nelle serie minori scozzesi e successivamente una stagione sempre in prestito al Dumbarton, in seconda divisione, categoria in cui gioca 6 partite. Trascorre poi la stagione 1962-1963 al Celtic, senza di fatto mai giocare però in partite ufficiali con la prima squadra.
Nell'estate del 1963 viene lasciato libero e si accasa gratuitamente al Dundee Utd, in prima divisione; rimane in squadra per tre stagioni consecutive, senza però mai riuscire realmente a giocare in pianta stabile: nell'arco del suo triennio di permanenza totalizza infatti complessivamente 22 presenze e 4 reti in partite di campionato. Passa poi per 3500 sterline al St. Johnstone, altro club di prima divisione.
Qui, gioca fin da subito da titolare, e vive così da protagonista uno dei periodi di maggior successo nella storia del club: nel campionato 1970-1971 la squadra di Perth si piazza infatti al terzo posto in classifica, qualificandosi così per la Coppa UEFA 1971-1972, in cui Rooney (già capitano del club dal 1968) realizza una rete e gioca 3 delle 4 partite disputate dal club nella competizione; gioca inoltre da titolare (e da capitano) la finale di Coppa di Lega del 1969, persa contro il Celtic (prima finale di un trofeo maggiore nella storia del St. Johnstone), oltre a disputare una semifinale in Coppa di Lega ed una semifinale di Coppa di Scozia. Lascia il St Johnstone al termine della stagione 1972-1973, dopo sette campionati consecutivi nella prima divisione scozzese e complessive 222 presenze e 12 reti in partite di campionato. Dal 1973 al 1975 gioca poi con il Partick Thistle, sempre in prima divisione, mentre nella stagione 1975-1976, la sua ultima da calciatore, rimane nel club e vince la seconda divisione scozzese.

### Allenatore
Inizia ad allenare già dalla stagione 1976-1977, sedendo sulla panchina del Greenock Morton, nella seconda divisione scozzese; nella sua seconda stagione in carica conquista una promozione in prima divisione, categoria nella quale nella stagione 1978-1979 conquista la salvezza. Nella stagione 1979-1980 a metà stagione il club si ritrova per un breve periodo addirittura in testa alla classifica, salvo poi chiudere il campionato con un comunque positivo sesto posto in classifica. Rooney lascia il Greenock Morton al termine della stagione 1982-1983, dopo un ulteriore triennio in prima divisione, per tornare al Partick Thistle, che allena dal 1983 al 1986, in seconda divisione. Sempre nel 1986 allena poi per un breve periodo gli Albion Rovers.

## Palmarès

### Giocatore

#### Competizioni nazionali
- Scottish Championship: 1

Partick Thistle: 1975-1976

### Allenatore

#### Competizioni nazionali
- Scottish Championship: 1

Greenock Morton: 1977-1978